# 福原実
福原 実（ふくはら みのる、1844年11月24日（天保15年10月15日） - 1900年（明治33年）9月24日）は、日本の陸軍軍人、政治家。最終階級は陸軍少将。貴族院議員、沖縄県知事、男爵、錦鶏間祗候。

## 経歴
長州藩士・福原政馬の長男として生まれる。戊辰戦争に従軍し、1871年（明治4年）兵部権少丞、兵部省7等出仕を経て、陸軍大佐に任官し陸軍省築造局長となる。築造局副長心得、第4局副長、兼第3局副長、アメリカ出張などを経て、1877年（明治10年）3月から11月まで征討軍団砲兵部長として西南戦争に出征した。砲兵本支廠御用掛、仙台鎮台幕僚参謀長などを歴任し、1878年（明治11年）11月、陸軍少将に進級。仙台鎮台司令長官を勤め、1879年（明治12年）10月、非職となり、1888年（明治21年）12月、予備役に編入された。
その他、元老院議官（1882年12月 - 1887年4月、1888年9月 - 1890年10月）、沖縄県知事（1887年4月 - 1888年9月）、貴族院議員（1890年9月29日 - 1900年9月24日）を歴任した。1890年（明治23年）10月20日、錦鶏間祗候となる。1900年5月、男爵の爵位を授爵し華族となった。墓所は染井霊園。

## 栄典
- 1894年（明治27年）5月21日 - 正三位[5]
- 1900年（明治33年）
  - 5月9日 - 男爵[6]
  - 9月21日 - 勲一等瑞宝章

## 親族
- 養嫡子・福原邦樹（1883年生）- 毛利元敏の三男で、乃木希典の養子となった乃木元智の実弟。1900年（明治33年）福原家の家督を相続[7]。
- 娘婿・田中平八（二代目）- 長女・澄（1873年生）の夫[8]であり、天下の糸平として知られた田中平八の長男。田中銀行頭取、田中鉱業代表取締役。
- 娘婿・兒玉隼槌（1864年生）- 二女・文（1876年生）の夫。兒玉愛二郎の養子（実父は兒玉准齋）。工学博士、小田原急行鉄道取締役[9]。
- 一族・福原豊功（陸軍少将）